# Le Châtenet-en-Dognon
Le Châtenet-en-Dognon ist eine französische Gemeinde in der Region Nouvelle-Aquitaine, im Département Haute-Vienne, im Arrondissement Limoges und im Kanton Saint-Léonard-de-Noblat. Sie grenzt im Norden an Saint-Laurent-les-Églises, im Nordosten an Saint-Martin-Sainte-Catherine, im Osten an Sauviat-sur-Vige, im Südosten an Moissannes, im Süden an Saint-Léonard-de-Noblat, im Südwesten an Royères und Saint-Priest-Taurion (Berührungspunkt) und im Westen an Saint-Martin-Terressus.
Der Taurion bildet die Grenze zu Saint-Laurent-les-Églises.
Die Via Lemovicensis, einer der vier historischen „Wege der Jakobspilger in Frankreich“, führt durch Le Châtenet-en-Dognon.

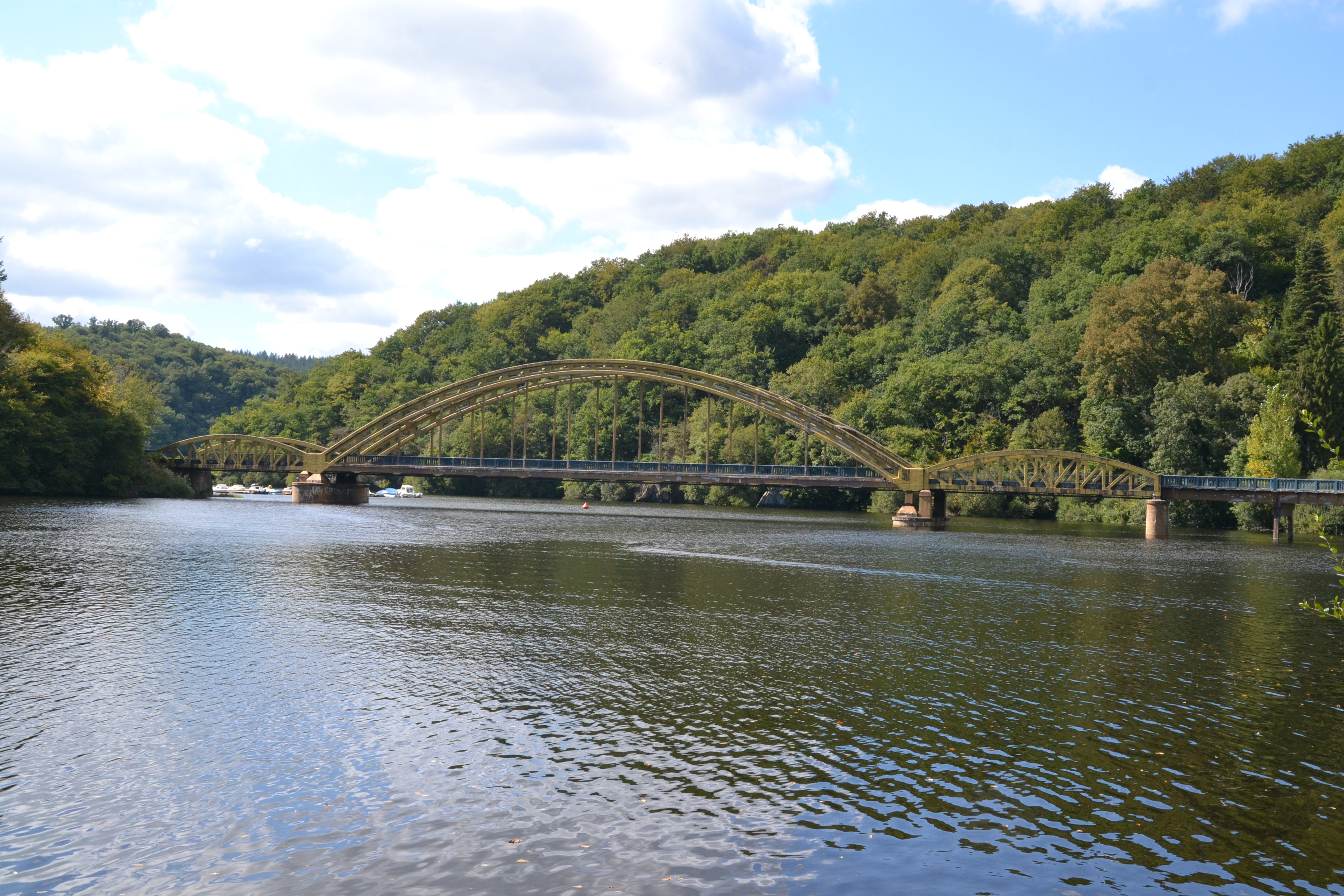
Brücke über den Taurion, genannt Pont du Dognon

## Bevölkerungsentwicklung
| Jahr      | 1962 | 1968 | 1975 | 1982 | 1990 | 1999 | 2008 | 2013 |
| --------- | ---- | ---- | ---- | ---- | ---- | ---- | ---- | ---- |
| Einwohner | 530  | 498  | 446  | 412  | 437  | 424  | 416  | 416  |